# Parallel Paradise
Parallel Paradise (japanisch パラレルパラダイス Parareru Paradaisu) ist ein japanischer Manga, welcher von Lynn Okamoto geschrieben und gezeichnet wird. Seit März 2017 erscheint er in Fortsetzungen im wöchentlichen Magazin Young Magazine des Kōdansha-Verlags. Der auf in die englische Sprache übersetzte Mangas spezialisierte Verlag Seven Seas Entertainment aus den Vereinigten Staaten nutzt die von ihm erworbene Übersetzungslizenz, um seit August 2019 englische Übersetzungen herauszugeben.

## Handlung
Yōta Tada ist ein ganz normaler Oberschüler, der tiefe Gefühle für eine Freundin aus Kindertagen hegt. An einem Tag während des Schulunterrichts wird er plötzlich von einem mysteriösen vogelscheuchenartigen Wesen angegriffen. Nach dem Angriff wacht Yōta aus einer Ohnmacht auf und findet sich selbst in einer Alternativwelt voller Schlösser und Dungeons wieder, an deren Himmel zwei farbige Monde stehen.
Bald begegnet er dem Paladin-Mädchen Lumi und einem dreibeinigen Vogel namens Genius, die ihm sehr bald vermitteln, dass er in einer rein von Frauen bevölkerten Welt gelandet ist. Da er seit Jahrhunderten der erste in dieser Welt existierende Mann ist, können weibliche Wesen keinerlei Widerstand ihm gegenüber entwickeln. Eine einzige Berührung von ihm erregt Lumi auf das Äußerste.
Genius gibt Yōta die Anweisung, sich mit Lumi und allen anderen Mädchen in dieser Welt zu vereinigen.

## Charaktere
Yōta Tada (japanisch 太多 陽太 Tada Yōta)
Ein normaler Oberschüler, welcher tiefe Gefühle für seine Freundin Nishina aus Kindheitstagen hegt. Er ist ein eher guter Kendōka, weil er den Schwertkampf auf Anregung seines Vaters lernte.
Lumi (japanisch ルーミ Rūmi)
Lumi ist ein Paladin des Caesar-Königreiches. Sie ist nicht besonders intelligent, aber sehr herzlich. Nach der ersten Begegnung mit Yōta hilft sie ihm, seine Identität vor Anderen zu verbergen. Sie gehört zum Quintet der Beschützerinnen der Stadt Meese.
Genius ジーニアス Jīniasu
Genius ist ein kleiner Vogel mit 3 Beinen. Lumi bezeichnet ihn als Gottheit. Er eröffnet und erklärt Yōta unterschiedliche Geheimnisse der alternativen Welt.
Lilia (japanisch リリア Riria)
Lilia ist die beste Bogenschützin im Caesar-Königreich. Sie erscheint wie ein ruhiges, gewissenhaftes Mädchen. Dem entgegengesetzt ist sie eigentlich extrem verdreht und hegt lange Zeit den Traum, sich mit einem Mann zu vereinigen. Sie gehört zum Quintet der Beschützerinnen der Stadt Meese.
Misaki (japanisch ミサキ Misaki)
Misaki ist eine Schwertkämpferin. Auch sie ist ein Mitglied des Quintets der Beschützerinnen der Stadt Meese, in welchem sie die inoffizielle Rolle der Anführerin innehat.
Momo (japanisch もも Momo)
Momo ist eine Lanzenträgerin und ein weiteres Mitglied des Quintets der Beschützerinnen der Stadt Meese.
Haru ハル Haru
Haru ist eine Wächterin und Mitglied im Quintet der Beschützerinnen der Stadt Meese.
Mona (japanisch モナ Mona) und Lisa (リザ Riza)
Mona und Lisa sind Zwillinge und Bewohnerinnen der Stadt Meese. Ihr heraustechender Charakterzug ist ihre brutale Ehrlichkeit.
Sayuri (japanisch サユリ Sayuri)
Sayuri ist eine Elfe, welche mit unterschiedlichsten mysteriösen Waren handelt.
Nishina (japanisch 仁科 Nishina)
Nishina ist Yōtas Freundin aus Kindertagen, für die er tiefe Gefühle empfindet.

## Veröffentlichungen
Am 18. März 2017 erschien die erste Geschichte der Parallel-Paradise-Serie aus Lynn Okamotos Feder in Kōdanshas Young Magazine. Auf dem Umschlag des 18. Sammelbands von Juli 2022 ist die Information enthalten, dass sich die Geschichte dem Höhepunkt nähert. Kōdansha bringt die Geschichtskapitel auch in bisher 27 Tankōbon-Sammelbänden heraus.
Der US-amerikanische Verlag Seven Seas Entertainment meldete im August 2019, dass er Veröffentlichungsrechte erworben habe. Parallel Paradise wird im Imprint Ghost Ship veröffentlicht, ein erstes Buch erschien am 31. März 2020.

### Liste der Ausgaben
| No. | Datum der Erstveröffentlichung | Ursprüngliche ISBN                                             |
| --- | ------------------------------ | -------------------------------------------------------------- |
| 1   | 4. August 2017                 | ISBN 978-4-06-510095-0, ISBN 978-4-06-510223-7 (Sonderausgabe) |
| 2   | 17. November 2017              | ISBN 978-4-06-510351-7, ISBN 978-4-06-510826-0 (Sonderausgabe) |
| 3   | 19. März 2018                  | ISBN 978-4-06-511039-3, ISBN 978-4-06-511496-4 (Sonderausgabe) |
| 4   | 6. Juli 2018                   | ISBN 978-4-06-512025-5                                         |
| 5   | 5, Oktober 2018                | ISBN 978-4-06-513146-6                                         |
| 6   | 6. Februar 2019                | ISBN 978-4-06-514568-5, ISBN 978-4-06-514977-5 (Sonderausgabe) |
| 7   | 6. Juni 2019                   | ISBN 978-4-06-516134-0                                         |
| 8   | 4. Oktober 2019                | ISBN 978-4-06-517233-9, ISBN 978-4-06-517234-6 (Sonderausgabe) |
| 9   | 6. Februar 2020                | ISBN 978-4-06-518218-5                                         |
| 10  | 7. Mai 2020                    | ISBN 978-4-06-519551-2                                         |
| 11  | 5. August 2020                 | ISBN 978-4-06-520460-3                                         |
| 12  | 6. November 2020               | ISBN 978-4-06-521373-5, ISBN 978-4-06-521374-2 (Sonderausgabe) |
| 13  | 5. März 2021                   | ISBN 978-4-06-522578-3, ISBN 978-4-06-522577-6 (Sonderausgabe) |
| 14  | 4. Juni 2021                   | ISBN 978-4-06-523665-9                                         |
| 15  | 6. September 2021              | ISBN 978-4-06-524764-8                                         |
| 16  | 6. Dezember 2021               | ISBN 978-4-06-526173-6                                         |
| 17  | 4. März 2022                   | ISBN 978-4-06-527064-6                                         |
| 18  | 6. Juli 2022                   | ISBN 978-4-06-528412-4                                         |
| 19  | 4. November 2022               | ISBN 978-4-06-529805-3                                         |
| 20  | 6. März 2023                   | ISBN 978-4-06-531066-3                                         |
| 21  | 6. Juni 2023                   | ISBN 978-4-06-531978-9                                         |
| 22  | 6. September 2023              | ISBN 978-4-06-533008-1                                         |
| 23  | 6. Dezember 2023               | ISBN 978-4-06-533626-7                                         |
| 24  | 5. April 2024                  | ISBN 978-4-06-534911-3                                         |
| 25  | 5. April 2024                  | ISBN 978-4-06-536269-3                                         |
| 26  | 4. Oktober 2024                | ISBN 978-4-06-537255-5                                         |
| 27  | 6. Januar 2025                 | ISBN 978-4-06-538171-7                                         |

## Im Diskurs
Im Juli 2020 wurde die Serie als einer von sieben Titeln von der japanischen Buchhandlungskette Books Kinokuniya in ihren australischen Geschäften aus dem Verkauf genommen. Hintergrund war der Vorwurf der Abgeordneten Connie Bonaros (Legislative Council, South Australia), unter anderem mit Parallel Paradise die Verbreitung von Kinderpornografie zu fördern.